# Megan Suri
Megan Suri es una actriz india-estadounidense, conocida por su papel en The MisEducation of Bindu (2019), así como por interpretar a Aneesa en la serie de comedia para adolescentes de Netflix Yo nunca (2020-23). También interpretó pequeños papeles en muchos programas populares como Modern Family, Fresh Off the Boat y Bones.

## Carrera
Suri debutó en el papel principal con la premiada The MisEducation of Bindu (2019). Un crítico señaló que "Megan Suri está perfectamente elegida para interpretar a Bindu". Más tarde fue elegida como Aneesa, otra estudiante india que va a la escuela secundaria de Devi, en la segunda temporada de Never Have I Ever. Un crítico opinó que "Megan Suri es sobresaliente como Aneesa".

## Filmografía

### Películas
| Año  | Título                    | Papel         | Ref.   |
| ---- | ------------------------- | ------------- | ------ |
| 2010 | Valentine's Day           | Rani          | [ 10 ] |
| 2019 | The MisEducation of Bindu | Bindu Chaudry | [ 11 ] |
| 2020 | Dramarama                 | Claire        | [ 12 ] |
| 2023 | Missing                   | Veena         |        |
| 2023 | It Lives Inside           | Sam           | [ 13 ] |
| 2025 | Companion                 | Kat           |        |

### Televisión
| Año       | Título                       | Papel         | Notas                                                                               | Ref.   |
| --------- | ---------------------------- | ------------- | ----------------------------------------------------------------------------------- | ------ |
| 2015      | The Brink                    | Samira        | 4 episodios                                                                         | [ 14 ] |
| 2017      | Bones                        | Claire        | Episodio: "The New Tricks in the Old Dogs"                                          | [ 15 ] |
| 2017      | Guidance                     | Navi Gupta    | Episodio: "Dead Slut"                                                               | [ 16 ] |
| 2017      | Future Man                   | Daughter      | Episodio piloto                                                                     |        |
| 2017      | Modern Family                | Tardy Student | Episodio: "Tough Love"                                                              | [ 14 ] |
| 2018–19   | Atypical                     | Quinn         | 4 episodios                                                                         | [ 14 ] |
| 2019      | Speechless                   | Rosie         | Episodio: "R-O-- ROLL M-O-- MODEL"                                                  | [ 10 ] |
| 2019      | How to Get Away with Murder  | Rachael       | Episodio: "Vivian's Here"                                                           | [ 17 ] |
| 2020      | Fresh Off the Boat           | Simryn        | Episodio: "The Magic Motor Inn"                                                     | [ 18 ] |
| 2020      | Por trece razones            | Desconocida   | Episodio: "College Interview"                                                       | [ 14 ] |
| 2021–2023 | Yo nunca                     | Aneesa        | Recurrente (temporadas 2–4)                                                         | [ 19 ] |
| 2021      | Mira, la detective del reino | Jyoti         | Episodio: "The Case of the Secret Code/Mystery Doblaje Wikiat the Snake Boat Races" |        |
| 2023      | Poker Face                   | Sara          | Episodio: "The Night Shift"                                                         | [ 20 ] |